# Парламентские выборы в Афганистане (1988)
Парламентские выборы в Афганистане (1988) — единственные всеобщие безальтернативные выборы в Республике Афганистан, проходили 6 - 15 апреля 1988 года. Выборы сопровождали вооруженные столкновения между Правительственными войсками и группировками Афганских моджахедов, поскольку моджахеды бойкотировали выборы и призывали к бойкоту население страны. Призывая  моджахедов отказаться от вооруженного сопротивления, президент Афганистана Мохаммад Наджибулла оставил вакантными 50 из 234 мест в парламенте. Они были предусмотрены для моджахедов. Места остались не заняты, из-за отказа моджахедов, которые продолжили вооруженное сопротивление. 
Всего участвовали в выборах 1 547 000 человек.